# Гокон III (король Норвегії)

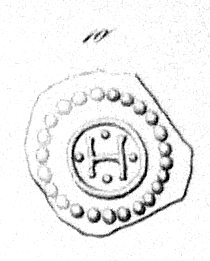
Печатка Гокона III

Гокон III або Гокон Сверрірссон (норв. Håkon Sverresson, 1182–1204) — король Норвегії з 1202 до 1204 року.

## Життєпис
Син Сверріра I, короля Норвегії, та Астрид Роесдаттер, королівської коханки. Замолоду Гокон брав участь у державницьких та військових справах разом з батьком. Вперше про нього є згадка у зв'язки з битвою з баглерами у 1197 році біля Осло. Після смерті Сверріра I, за заповітом останнього, Гокона оголошено новим королем Норвегії на тінзі у Нідаросі.
Новий король почав впроваджувати нову політику стосовно фермерів та церкви. Йому вдалося замиритися з архієпископом Еріком Іварсоном, вдовольнивши значну частину вимог останнього. Також був послаблений тиск на селян. Завдяки цьому Гокону III вдалося розширити підтримку власній владі й остаточно здолати іншого короля — Інге II, якого підтримували баглери.
Після цього правлінню Гокона III нічого не заважало. Але тривало це недовго. Наприкінці 1203 року після невдалого кровопускання король захворів й 1 січня 1204 року помер у місті Берген. У його смерті також підозрювали мачуху Маргарет Еріксдотір.

## Родина
Коханка — Інга з Вартейга.
Діти:
- Гокон (1204—1263)